# Ардышев, Павел Иванович
Па́вел Ива́нович Ардышев (22 декабря 1923 — 18 мая 2004) — участник Великой Отечественной войны, помощник командира взвода 117-го гвардейского стрелкового полка 39-й гвардейской стрелковой дивизии 8-й гвардейской армии 1-го Белорусского фронта, гвардии сержант. Герой Советского Союза (24.03.1945), гвардии старшина запаса.

## Биография
Родился 22 декабря 1923 года в деревне Веретенники Верхосунской волости Нолинского уезда Вятской губернии в крестьянской семье. Русский. В 1932 году окончил начальную школу. Работал в колхозе.
В мае 1942 года был призван в Красную армию и тогда же направлен на фронт. Боевое крещение красноармеец Ардышев принял в боях за Сталинград. Стал пулемётчиком, был награждён медалью «За отвагу». С боями прошёл путь от берегов Волги до Польши. Стал сержантом, помощником командира взвода, в 1944 году вступил в ВКП(б). Особо отличился при форсировании реки Вислы и в боях на Магнушевском плацдарме.
В июле 1944 года несмотря на сильное сопротивление врага, он одним из первых в подразделении преодолел Вислу в районе польского города Магнушев. После выхода из строя командира взвода взял командование на себя. Сильный огонь противника вынудил наших бойцов залечь. Гвардии сержант Ардышев с тремя солдатами незаметно подполз вплотную к неприятелю и гранатами забросал вражеские пулеметы. По его команде взвод поднялся в атаку и ворвался в населенный пункт. В этой схватке Ардышев лично уничтожил четыре пулемётные точки и двенадцать гитлеровцев.
Гвардейцы продвигались всё дальше. В августе 1944 года в боях за расширение плацдарма взвод уничтожил большое количество живой силы противника и захватил три пулемёта. На подступах к одному из них Ардышев под огнём противника поднял взвод в атаку, личным примером увлекая за собой бойцов. Первый подбежал к вражескому пулемёту и подорвал его гранатой, а расчёт другого расстрелял в упор из автомата. К вечеру населённый пункт был взят.
Указом Президиума Верховного Совета СССР от 24 марта 1945 года за образцовое выполнение боевых заданий командования на фронте борьбы с немецко-фашистскими захватчиками и проявленные при этом мужество и героизм, гвардии сержанту Ардышеву Павлу Ивановичу присвоено звание Героя Советского Союза с вручением ордена Ленина и медали «Золотая Звезда» (№ 6845).
После войны гвардии сержант Ардышев был демобилизован. В 1949 году приехал в город Чебаркуль Челябинской области. Почти 50 лет, до выхода на пенсию в 1997 году, работал на Чебаркульском металлургическом заводе. Скончался 18 мая 2004 года.

## Награды и звания
- Звание Герой Советского Союза (Указ Президиума Верховного Совета СССР от 24 марта 1945 года):
  - Орден Ленина
  - Медаль «Золотая Звезда» № 6845.
- Орден Отечественной войны I степени. Указ Президиума Верховного Совета СССР от 11 марта 1985 года.
- Орден Отечественной войны II степени. Приказ Командира 28 гвардейского стрелкового корпуса № 0140/н от 16 мая 1945 года.
- Медали, в том числе:
  - Медаль «За отвагу».Приказ командира 120 гвардейского стрелкового полка № 28/н от 28 марта 1944 года;
  - Медаль «За оборону Сталинграда» (Указ Президиума Верховного Совета СССР от 22 декабря 1942 года);
  - Медаль «За победу над Германией в Великой Отечественной войне 1941—1945 гг.». Указ Президиума Верховного Совета СССР от 9 мая 1945 года.
  - Юбилейная медаль «Двадцать лет Победы в Великой Отечественной войне 1941—1945 гг.» (Указ Президиума Верховного Совета СССР от 7 мая 1965 года);
  - Юбилейная медаль «Тридцать лет Победы в Великой Отечественной войне 1941—1945 гг.» (Указ Президиума Верховного Совета СССР от 25 апреля 1975 года);
  - Юбилейная медаль «Сорок лет Победы в Великой Отечественной войне 1941—1945 гг.» (Указ Президиума Верховного Совета СССР от 12 апреля 1985 года);
  - Медаль «За взятие Берлина» (Указ Президиума Верховного Совета СССР от 9 июня 1945 года).
- Почётный гражданин города Чебаркуль (1986 год).

## Память
Имя Героя Советского Союза Ардышева Павла Ивановича присвоено средней школе № 7 города Чебаркуль.

## Комментарии
1. ↑  Деревня Веретенники, входившая в состав Туровского сельсовета, упразднена решением Кировского облисполкома № 8/241 от 19 апреля 1976[2]. Ныне — территория Сунского района Кировской области.